# 卡爾孫
卡尔孙（羅馬化：Karsun）是俄罗斯乌里扬诺夫斯克州的市级镇，为该州卡尔孙区行政中心及规模最大聚居地。地处乌里扬诺夫斯克州西北部，位于伏尔加河流域巴雷什河及其一支流卡尔孙卡河（Карсунка）汇流处，在州府乌里扬诺夫斯克西方。
镇名来自于河流名，由鞑靼语中“松树”与“河流”两词组合而来。该地2022年人口有7,137人；2010年人口7,748；2002年人口8,200；1989年人口7,936。